# 固定-移动融合
固定-移动融合（英语：Fixed–mobile convergence，简称FMC）是电信领域的一种变革，旨在消除固定网络与移动网络之间的差异。
2004年，固定-移动融合联盟（Fixed-Mobile Convergence Alliance，FMCA）在新闻稿中表示：
固定-移动融合是电信行业的一个转折点，它将最终消除固定与移动网络的区别，通过结合固定宽带和局域无线接入技术，为用户在家庭、办公室及移动中提供无缝服务。
在此定义中，“固定宽带”指的是互联网连接，例如DSL、有线网络或T1线路；“局域无线接入”指Wi-Fi或类似技术。英国电信的首个FMC服务蓝牙融合（BT Fusion）使用蓝牙代替Wi-Fi作为局域无线接入技术。随着微微基站（picocell）和家庭基站（femtocell）的出现，局域无线接入也可以采用蜂窝无线技术。
上述引用中的“无缝服务”一词较为模糊。在FMC领域，“无缝”通常指“无缝切换”，即正在进行的通话可以在移动（蜂窝）网络与固定网络之间切换而不中断。固定-移动融合联盟的技术规范文件中对此定义如下：
无缝切换是指从用户或被叫方的视角看，语音或数据传输在切换过程中没有明显中断。
“无缝服务”有时也指在固定和移动终端点之间实现功能一致性，例如拨号方案相同，无需因使用座机或手机而改变拨号方式。更明确的术语可能是“网络无关服务”。
FMCA主要面向消费者服务，而企业电话系统有所不同。2005年，Avaya宣布其“固定-移动融合”计划时采用了不同的定义。他们和其他PBX（专用交换机）制造商所指的FMC是指PBX将手机视为分机，并使手机表现得像PBX分机一样：
分机到手机技术：软件无缝连接办公室电话服务和移动设备，使用户可以只使用一个电话号码和一个语音信箱。客户端软件将PBX功能扩展至移动智能手机，实现虚拟桌面分机功能。此软件适用于诺基亚Series 60手机，并与分机到手机技术协同工作。
换句话说，这种定义下的FMC不涉及局域无线接入或固定宽带技术，其唯一相似之处是“无缝服务”，但不包括无缝切换。
固定-移动融合的发展未达预期，主要原因被认为是需求不足。 国际电信联盟（ITU）2007年发布的一篇论文对此也持悲观态度。

## 最新趋势与商业应用
近年来，固定-移动融合（FMC）解决方案在商业领域的应用显著增加，这一变化由多个因素驱动，体现了FMC在现代商业环境中的重要性和优势：
1. 提升员工生产力：FMC通过提供统一通信平台，让员工在固定和移动网络中使用单一号码和工具，简化工作流程，降低管理多个通信渠道的复杂性。
2. 节约成本：通过整合移动和固定通信系统，FMC有助于降低企业维护单独基础设施的成本，并简化电信支出。
3. 改进客户服务：FMC利用无缝切换功能和统一通信平台，提升服务一致性和可靠性，从而提高客户满意度。
4. 与云服务集成：云计算的兴起进一步推动了FMC的应用，企业将FMC与云服务结合，增强通信系统的灵活性和可扩展性，契合云环境的发展趋势。
5. 支持远程与混合办公：FMC为远程和混合办公模式提供优势，让员工无论身在何处，都能保持高效连接和工作。
6. 定制化与灵活性：现代FMC解决方案具有高度定制化和灵活性，企业可根据具体需求调整通信系统，适应不同业务场景。

截至2024年9月，FMC在商业领域的应用趋势反映了对更加一体化、高效通信系统的需求，这也推动了无缝连接和运营效率的提升。